# Pan’s People
Pans People — популярная женская танцевальная группа, сопровождавшая своими выступлениями передачу Top of the Pops с мая 1968 года по апрель 1974. Сейчас группа не существует.

## Состав

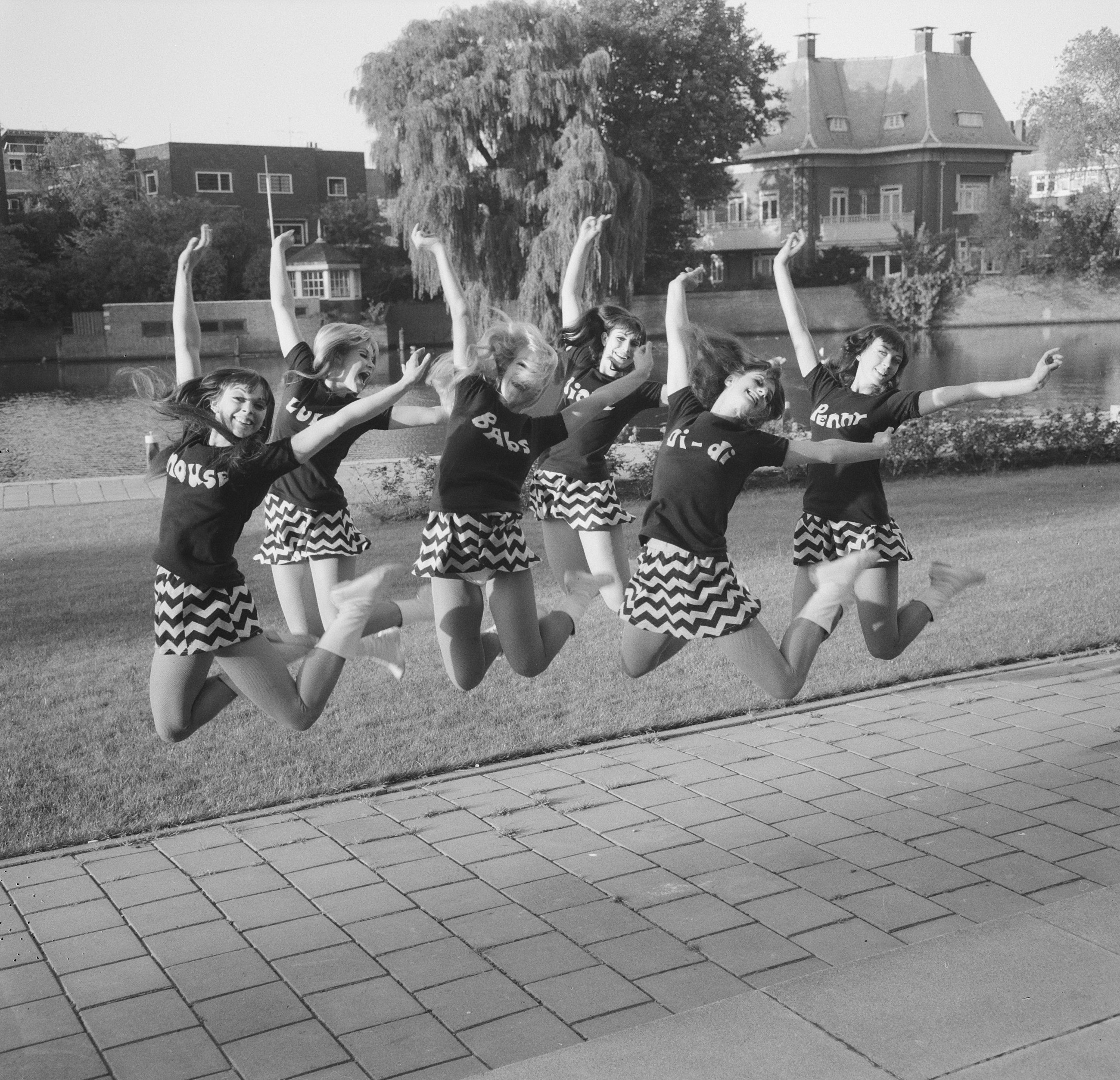
Beat Girls (1966), incl. Flick, Babs & Dee Dee

Оригинальный состав включал участниц:
- Louise Clarke
- Felicity "Flick" Colby
- Barbara "Babs" Lord
- Ruth Pearson
- Andrea "Andi" Rutherford
- Patricia "Dee Dee" Wilde

Последний состав был следующим:
- Mary Copse
- Cherry Gillespie
- Sue Menhenick
- Ruth Pearson (единственная участница из первоначального состава Pans People)
- Lee Ward